# Pilisszentlászló
Pilisszentlászló là một thị trấn thuộc hạt Pest, Hungary. Thị trấn này có diện tích 17,75 km², dân số năm 2010 là 1153 người, mật độ 65 người/km².